# این دیس مومنت
این دیس مومنت (به انگلیسی: In This Moment)، یک گروه هوی متال آمریکایی است که در سال ۲۰۰۵ توسط ماریا برینک، خواننده و کریس هوورث، گیتاریست تشکیل گردید.

## جایزه‌ها
جوایز موسیقی آلترنیتیو مطبوعات
| سال  | نامزدی / اثر  | جایزه                  | نتیجه    |
| ---- | ------------- | ---------------------- | -------- |
| ۲۰۱۷ | این دیس مومنت | بهترین هنرمند هارد راک | نامزدشده |
| ۲۰۱۷ | این دیس مومنت | بهترین گروه زنده       | نامزدشده |

جوایز موسیقی لودوایر
| سال  | نامزدی / اثر  | جایزه               | نتیجه    |
| ---- | ------------- | ------------------- | -------- |
| ۲۰۱۷ | این دیس مومنت | هنرمند هارد راک سال | نامزدشده |